# Kim Dong-wan
Kim Dong-wan (em hangeul 김동완, em hanja 金烔完), nascido em 21 de novembro de 1979, é integrante da boyband Shinhwa, cantor e ator. Debutou no mundo da música em 1998 com o Shinhwa, e lançou sua carreira como ator em 2003, quando estrelou alguns k-dramas e um filme, Spinkick (Tawekwondo Boys). Em 2007 ele lançou sua carreira solo com o primeiro álbum, Kim Dongwan Is. É um dos integrantes do Shinhwa que mais demorou a lançar uma carreira solo, e por isso havia grande expectativa quanto ao conteúdo do trabalho. A recepção de Kim Dongwan Is foi muito boa, e deu forças a Kim Dongwan para lançar o segundo álbum em 2008, de nome The Secret; Between Us.
Kim Dongwan promoveu seu trabalho solo sem nunca desligar-se do grupo, porém em 2008 o Shinhwa encerrou suas atividades temporariamente, com um concerto de despedida em Março, em razão da obrigatoriedade do serviço militar na Coréia. Como os integrantes do Shinhwa - incluindo o próprio - teriam que se alistar, o grupo decidiu entrar em hiat. Assim, Kim Dongwan, que se alistou em novembro de 2008, realizou um concerto solo, Promise, para encerrar temporariamente também as suas atividades solo.
Em 2012, voltou às atividades junto com o Shinhwa (além de já ter voltado a fazer participações em dramas e filmes) e em 2014, voltou a promover como soloísta com He_Sunshine.

## Carreira Musical

### Shinhwa
O Shinhwa iniciou sua carreira em 1998 sob a SM Entertainment e formação original com: Eric Mun, Andy Lee, Park Junjin, Shin Hyesung e Lee Minwoo, além de Kim Dongwan. O grupo gravou seu primeiro álbum em maio de 1998, chamado The Solver (HaeGyulSa), com vendas pouco expressivas. Apesar disso, em 1999 foi lançado o segundo álbum, T.O.P., com estilo musical mais voltado para o R&B. O segundo álbum solo do Shinhwa recebeu melhor resposta dos fãs em geral, e o grupo então lançou outro álbum em 2000, Only One. O sucesso veio definitivamente em 2001, com Hey, Come On!. Foi exatamente durante o quarto álbum que Andy precisou afastar-se do grupo para terminar seus estudos na América, e portanto o álbum foi gravado somente com cinco integrantes. Em 2002 lançaram um álbum de melhores hits (My Choice), e logo depois, já com Andy de volta, lançaram o quinto álbum, Perfect Man. O grupo experimentava um sucesso crescente, e ainda em 2002 lançaram o sexto álbum, Wedding, mais um sucesso de vendas. O ano de 2003 trouxe algumas inseguranças para o Shinhwa, pois o encerramento do contrato entre o grupo e a SM Entertainment deixou a dúvida se o grupo não se separaria.
O Shinhwa não se separou, e assinou um contrato com a Good Entertainment. 2003 então foi o momento em que os integrantes do Shinhwa se dedicaram a vôos solo. Kim Dongwan preferiu não lançar um álbum solo, e dedicou-se à carreira de ator, fazendo algumas aparições em dramas e até mesmo um filme, de nome Spinkick (também conhecido como Taekwondo Boys).
Em 2004 o Shinhwa retomou suas atividades de grupo com o lançamento do álbum Brand New, considerado o maior dos sucesso do grupo. O grupo fez nova pausa em 2005 e em 2006 gravaram o oitavo álbum, State of the Art, além de realizarem uma grande turnê pela Ásia, denominada de State of the Art Tour. Foi em 2007, durante novas paralisações das atividades do Shinhwa, que Kim Dongwan decidiu iniciar sua carreira solo.

### Carreira Solo

#### 2007-2010
Kim Dongwan lançou seu debut álbum, Kim Dongwan Is, em 5 de julho de 2007, com colaborações dos seus amigos do Shinhwa: Andy fazendo o rap de Loving Summer, Minwoo compositor da música My Love, que também teve Eric como rapper; Hyesung cantando um dueto na música Person Who Stays, Junjin que ajudou nas coreografias. Seu primeiro single foi uma balada, de nome Handkerchief, uma música sobre um rapaz que consola sua namorada e seca as suas lágrimas. Embora o som do Shinhwa seja normalmente R&B e candy pop, Kim Dongwan disse que ele queria um álbum com maior influência Jpop, tendo inclusive gravado um cover da música de Glay and Exile, Scream.
Os membros do Shinhwa apoiaram Kim Dongwan em seu debut como cantor solo. Dongwan expressou sua gratidão pelas contribuições dizendo “Eu venho trabalhando com o Shinhwa, e mesmo tendo muita pressão pelo lançamento do álbum solo, desde que os membros apareceram e me ajudaram muito, isso foi uma grande ajuda”.
Para o álbum debut, Kim Dongwan perdeu também muito peso, porque, além de estar fazendo exercícios aeróbicos para respiração, ele considerou que a imagem ideal de um cantor de baladas não é a de uma pessoa musculosa. Seu álbum vendeu mais de 25 mil cópias só em 2 dias.
Em 8 de maio de 2008, Kim Dongwan lançou seu segundo álbum solo, depois de ter lançado também o nono álbum do Shinhwa, em março. O trabalho, de nome The Secret: Between Us, levou muitos meses para ficar pronto - ele começou as gravações em janeiro - em razão dos trabalhos com o Shinhwa e do perfeccionismo de Kim Dongwan. Ele chegou ao extremo das gravações e precisou ser internado, porque estava com uma gastroenterite e não se tratou adequadamente.
O segundo álbum solo de Kim Dongwan contou com poucas participações, somente uma música com Jade Valerie (cantora do Sweet Box) You Don’t Know Me, que é toda cantada em inglês; e o rap de Eric Mun em “Honey”. Também contou com a participação de Heritage, em What’s Wrong?. A música título, The Secret, ao contrário da primeira, é classificada com eletrônica. O CD ficou nas paradas de sucesso do Hottracks em primeiro lugar por mais de uma semana seguida, tendo uma aderência de muitas fãs internacionais, que participaram de diversos projetos para contribuir na divulgação do material.
Seu último trabalho como cantor antes do alistamento foi concerto Promise (Promessa) que ocorreu dias 20 e 21 de setembro, em Seul. Logo após, alistou-se.
Ele saiu do exército no dia 17 de dezembro de 2010, após dois anos de serviço.

#### 2010-2012
Logo que saiu, Kim se juntou ao companheiro de banda Shin-Hyesung na Liveworks Company e atuou no papel principal de Hedwig no musical Hedwig and the Angry Inch no Sang Sang Art Hall em Seul. Em agosto de 2011, Kim interpretou o papel do ativista sul-coreano Lee Youk-sa no drama especial da MBC The Peak, também conhecido como Life of Lee Youk-Sa, the Poet who Embraced Epoch.
Em 2012, Kim se reuniu com os membros do Shinhwa após o hiatus de 4 anos, e eles começaram a promover com a "Shinhwa Company" em grupo, na qual Eric e Lee Min-woo são co-CEOs and e o resto dos membros são shareholders. O grupo lançou o seu 10º álbum The Return em 23 de março de 2012, anunciaram os concertos da 2012 Shinhwa Grand Tour: The Return pela Ásia e anunciaram seu primeiro programa de variedade, o Shinhwa Broadcast pela JTBC.
Ainda em 2012, Kim Dongwan anunciou a sua saída do Shinhwa Broadcast para se dedicar à atuação. No mesmo ano ele participou do filme "Dearanged" onde interpretou Jae-pil, um detetive que se sentia culpado pela falência de seu irmão mais velho. No mesmo ano, ele estrelou "Cheer up, Mr. Kim", onde interpretou Kim Tapyeong, um solteiro de 30 anos que trabalha com faxina e sustenta três crianças que não são dele. Pela atuação de Tapyeong, Kim Dongwan recebeu o prêmio da KBS Drama Awards, como melhor atuação em um drama diário.

## Discografia

### Álbuns solo
- Kimdongwan Is (2007)
- The Secret; Between Us (2008)

## Atuação

### Dramas
- 2001 – Nonstop
- 2002 – Children of Heaven KBS
- 2005 – "Magic Power Alcohol" – MBC Best Theater (Episódio 610)
- 2005 – Beating Heart
- 2005 – A Farewell to Sorrow (ou A Farewell to Tears or Goodbye Sadness) KBS
- 2007 – The One I Love (ou The Person That I Love or I Will Not Love)
- 2011 – The Peak (ou Life of Lee Yuksa, the Poet who Embraced Epoch)
- 2012 – Cheer Up, Mr. Kim! (KBS)
- 2016 - Moorim School: Saga of the Brave (Episódios 10 & 11)
- 2017 - Drama Stage – The Picnic Day (tvN drama)

### Filmes
- 2002 – Emergency Act 19 – aparição com o Shinhwa
- 2004 – Spin Kick (ou Taekwon Boys)
- 2012 – Deranged - como Jae-pil
- 2015 – Springtime Fantasy
- 2015 – Glory Day
- 2015 – The Megalomaniac

### Programas de Variedade
- 2003 Yoon Do-Hyun's Love Letter “Lately” – KBS
- 2004 Yoon Do-Hyun's Love Letter “Cigarette Shop Girl” – KBS
- 2005 Public Relations – Officer of JeonJu International Film Festival
- 2005 Love Letter (ep 1 to 14) – SBS
- 2005 X-Man – SBS
- 2006 Heroine 6
- 2006 New X-Man – SBS
- 2006 Infinite Challenge "Quiz Challenge with Shinhwa" (Temporada 4 ep11 e 12) – MBC
- 2012-2013: Shinhwa Broadcast – jTBC
- 2015 I Live Alone (ep 101-150, 156, 161) - MBC
- 2015 King of Mask Singer (Episódios 29-30) - MBC
- 2017 Happy Together "Shinhwa is Back" Special (3ª temporada, Episódio 481) - KBS2
- 2017 Weekly Idol (ep 286) MBCever

### Prêmios e nominações
| Year | Awards                       | Category                                    | Work                 | Result   | Ref           |
| ---- | ---------------------------- | ------------------------------------------- | -------------------- | -------- | ------------- |
| 2004 | 25th Blue Dragon Film Awards | Melhor ator novo                            | Spin Kick            | Indicado |               |
| 2005 | KBS Drama Awards             | Melhor ator novo                            | A Farewell to Sorrow | Venceu   |               |
| 2005 | KBS Drama Awards             | Melhor casal                                | A Farewell to Sorrow | Indicado |               |
| 2007 | SBS Inkigayo                 | Prêmio Mutizen                              | Handkerchief         | Venceu   |               |
| 2007 | Mnet Asian Music Awards      | Melhor apresentação de balada               | Handkerchief         | Indicado | [ 11 ]        |
| 2012 | KBS Drama Awards             | Prêmio de excelência, ator de drama diário  | Cheer Up, Mr. Kim!   | Venceu   | [ 12 ]        |
| 2013 | 49th Baeksang Arts Awards    | Ator mais popular (filme)                   | Deranged             | Venceu   | [ 13 ] [ 14 ] |
| 2013 | 6th Korea Drama Awards       | Prêmio de Excelência, ator                  | Cheer Up, Mr. Kim!   | Venceu   |               |
| 2015 | SBS MTV The Show             | Vencedor da semana                          | I'm Fine             | Venceu   |               |
| 2015 | MBC Drama Awards             | Prêmio de Excelência, Programa de variedade | I Live Alone         | Venceu   |               |